# 15905 Berthier
15905 Berthier è un asteroide della fascia principale. Scoperto nel 1997, presenta un'orbita caratterizzata da un semiasse maggiore pari a 2,5316567 UA e da un'eccentricità di 0,1785022, inclinata di 7,79108° rispetto all'eclittica.